# Malije Karmakuli
Malije Karmakuli (oroszul: Малые Кармакулы) egy oroszországi sarkköri kutatóállomás a Novaja Zemlja (Új Föld) szigetcsoport déli szigetén.
Az állomás 1877-ben jött létre, 1878-ban mentési állomás épült itt, és megindultak a meteorológiai kutatások. 1896-ban nyílt meg a malije karmakuli meteorológiai állomás. 2002-ben lélekszáma 200 fő volt.
| Hónap                         | Jan.  | Feb.  | Már.  | Ápr.  | Máj. | Jún. | Júl. | Aug. | Szep. | Okt. | Nov. | Dec.  | Év   |
| ----------------------------- | ----- | ----- | ----- | ----- | ---- | ---- | ---- | ---- | ----- | ---- | ---- | ----- | ---- |
| Átlagos max. hőmérséklet (°C) | −10,9 | −11,5 | −9,1  | −6,7  | −1,4 | 4,9  | 10,3 | 9,0  | 5,5   | −0,1 | −4,8 | −8,1  | −1,8 |
| Átlaghőmérséklet (°C)         | −14,1 | −14,7 | −12,2 | −9,9  | −3,7 | 2,5  | 7,3  | 6,8  | 3,7   | −1,8 | −7,1 | −11,1 | −4,5 |
| Átlagos min. hőmérséklet (°C) | −17,3 | −17,9 | −15,2 | −13,0 | −5,8 | 0,7  | 5,1  | 4,9  | 2,1   | −4,0 | −9,9 | −14,1 | −7,0 |
| Átl. csapadékmennyiség (mm)   | 30    | 26    | 24    | 20    | 15   | 23   | 36   | 31   | 39    | 35   | 24   | 33    | 336  |
| Forrás: Погода и климат       |       |       |       |       |      |      |      |      |       |      |      |       |      |